# Yoo Seung-mok
Dans ce nom coréen, le nom de famille, Yoo, précède le nom personnel.
Pour les articles homonymes, voir Yoo.
Yoo Seung-mok (En hangul : 유승목) est un acteur sud-coréen né le 14 septembre 1969. Son agence est Smile entertainment.

## Biographie
Il a fait ses études à l'université privée Dankook pour le théâtre.

## Filmographie
- 2000 : Peppermint Candy
- 2002 : Saving My Hubby
- 2003 : Memories of Murder
- 2004 : The Last Wolf
- 2005 : Welcome to Dongmakgol
- 2006 : The Bad Utterances
- 2006 : Bewitching Attraction
- 2006 : The Host
- 2006 : April Snow
- 2006 : Moodori
- 2007 : Black House
- 2007 : Haengbok
- 2009 : The Scam
- 2009 : Closer to Heaven
- 2009 : L'Œil du privé
- 2009 : My Girlfriend is an Agent
- 2010 : Looking For My Wife
- 2010 : The Recipe
- 2011 : End of Animal
- 2011 : SIU
- 2012 : Dangerously Excited
- 2012 : A Werewolf Boy
- 2013 : The Gifted Hands
- 2019 : Le Gangster, le Flic et l'Assassin : Un Ho-bong
- 2022 : Decision to Leave de Park Chan-wook

## Télévision
- 2010 : It's Okay, Daddy's Girl
- 2012 : Panda and Hedgehog